# Спеціальна астрофізична обсерваторія РАН
Спеціальна астрофізична обсерваторія — науково-дослідний інститут Російської академії наук, розташований на Північному Кавказі біля селища Нижній Архиз і станиці Зеленчуцької. В обсерваторії найбільші в Росії телескопи: шестиметровий оптичний рефлектор БТА і кільцевий радіотелескоп РАТАН-600. Заснована у червні 1966 року.

## Історія

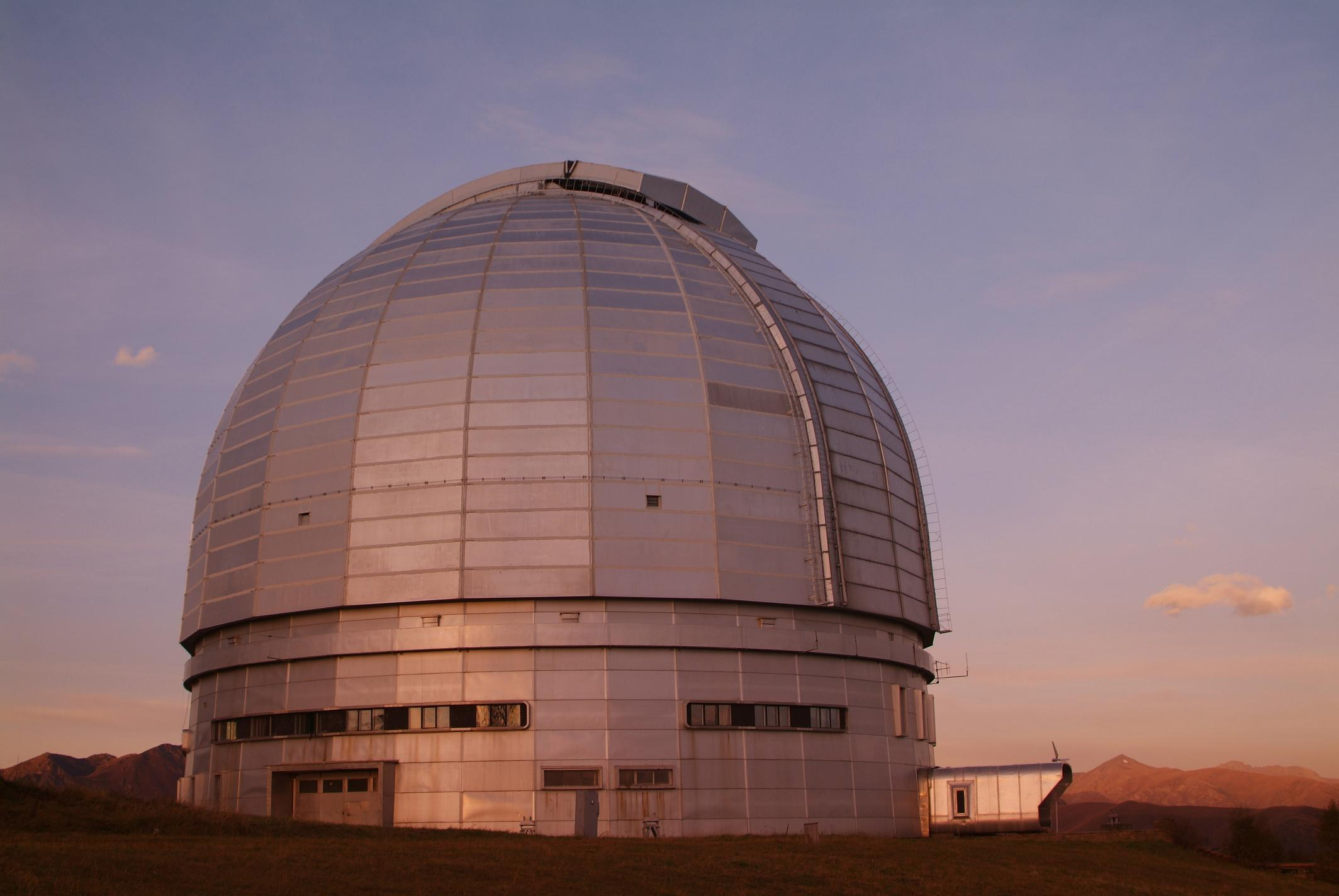
Башта БТА

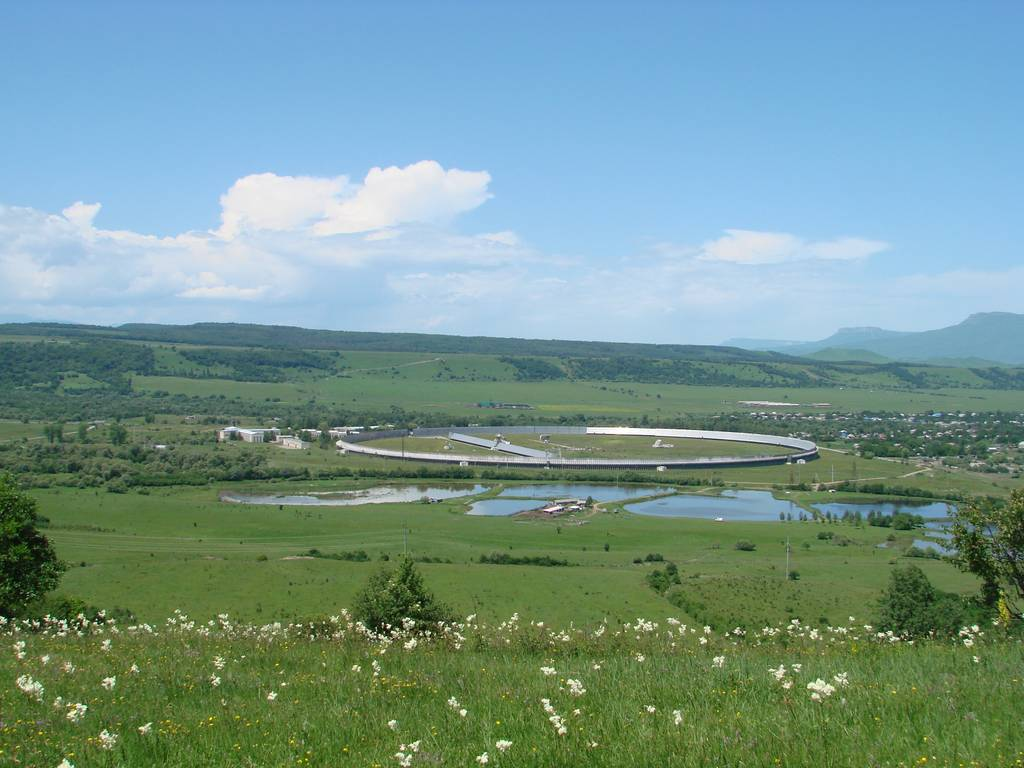
Радіотелескоп РАТАН-600

Спеціальну астрофізичну обсерваторію Академії наук СРСР утворено у 1966 році, через 6 років після рішення уряду про створення найбільшої обсерваторії країни для фундаментальних досліджень космосу. Обсерваторія створювалася як центр колективного користування для забезпечення роботи оптичного телескопа БТА («большой телескоп азимутальний», великий азимутальний телескоп) з діаметром дзеркала 6 метрів і радіотелескопа РАТАН-600 з діаметром кільцевої антени 600 метрів, найбільших на той час у світі астрономічних інструментів. Вони стали до ладу в 1975—1977 роках.

## Організація
Спеціальна астрофізична обсерваторія РАН є найбільшим центром наземних астрономічних спостережень у Росії.
Обсерваторія збудована в долині річки Великий Зеленчук у Кавказьких горах. Основні будівлі обсерваторії (адміністративні та технічні служби, лабораторні корпуси, житлові будинки, гуртожиток) — нижній науковий майданчик — розташовані у селищі Нижній Архиз в Зеленчукському районі республіки Карачаєво-Черкесія. Верхній науковий майданчик — за 17 км від селища на схилах гори Пастухова на висоті 2100 м. Окрім найбільшого в Європі шестиметрового оптичного телескопа, тут є ще два телескопи з діаметром дзеркала 1 м і 0,6 м. Від Нижнього Архизу до верхнього майданчика веде федеральний автошлях «Під'їзд до Спеціалізованої астрофізичної обсерваторії Російської академії наук». За 20 км від селища на південній околиці станиці Зеленчукської розміщена радіоастрономічна база спостережень: радіотелескоп РАТАН-600, лабораторний корпус, готель. Санкт-петербурзька філія Спеціальної астрофізичної обсерваторії РАН функціонує в Пулковській обсерваторії.

## Директори обсерваторії
- 1966—1985 — Іван Михейович Копилов
- 1985—1993 — Віктор Леонідович Афанасьєв[ru]
- 1993—2015 — Юрій Юрійович Балега
- 2015—2020 — Валерій Валентинович Власюк[3]
- Від 2021 — Геннадій Геннадійович Валявін

## Галерея
|                         |
| Другий поверх башти БТА |

|                             |
| Башта 1-метрового телескопа |

|                                              |
| Кран і прилад «кобра» для ремонту купола БТА |

|                                      |
| Загальний вид на обсерваторію і кран |